# Victor Partnoi
Victor Partnoi, född den 27 november 1970, är en rumänsk kanotist.
Han tog bland annat VM-silver i C-1 1000 meter i samband med sprintvärldsmästerskapen i kanotsport 1993 i Köpenhamn.